# Leucospermum wittebergense
Leucospermum wittebergense là một loài thực vật có hoa trong họ Quắn hoa. Loài này được Compton miêu tả khoa học đầu tiên năm 1931.